# Gao Kao
Das Gao Kao, auch Gaokao (chinesisch 高考, Pinyin Gāokǎoⓘ – „Prüfung zur höheren Lehranstalt (Hochschule)“, auch 统一高考,  Tǒngyī gāokǎo – „einheitliches Gaokao“ oder 普通高考,  Pǔtōng gāokǎo – „allgemeines Gaokao“) bezeichnet eine der wichtigsten nationalen Prüfungen im Schulsystem der Volksrepublik China, die einen Eintritt in das Studium ermöglicht. Die offizielle Bezeichnung der Prüfung lautet Pǔtōng gāoděng xuéxiào zhāoshēng quánguó tǒngyī kǎoshì – 普通高等學校招生全國統一考試 / 普通高等学校招生全国统一考试, englisch National Unified Examination for Admissions to General Universities and Colleges – „Landesweit einheitliche Aufnahmeprüfung für allgemeine Hochschulen“. Sie ist zwar nicht die offizielle Abschlussprüfung der allgemeinen zwölfjährigen Schulbildung in China, aber sie ist doch einigermaßen vergleichbar mit dem Abitur in Deutschland oder der Matura in Österreich und in der Schweiz. Das Gao Kao findet jährlich am 7. und 8. Juni statt, aber in manchen Regionen (z. B. Provinz Jiangsu) wird es wegen verschiedener Planung noch um einen Tag verlängert.
Das Gao Kao wird vor allem vom Ministerium für Bildung der VR China organisiert und angeordnet. Die Sonderverwaltungszonen Hongkong und Macau sind vom Gaokao-System ausgeschlossen, da sie historisch ein eigenes Bildungssystem haben. Zurzeit gibt es jedes Jahr drei Prüfungspapiere jeweils mit verschiedenen Prüfungsfragen, die vom Ministerium für Bildung formuliert werden. Die meisten Provinzen nehmen eins aus diesen drei Prüfungspapieren. In den Provinzen bzw. Städten Beijing, Tianjin, Shanghai, Jiangsu und Zhejiang sind die Prüfungsfragen vom jeweiligen provinzialen Prüfungsamt zu formulieren.
Das Gao Kao ist in der Form wie eine Klausur. Die Prüfungsfächer können die Prüflinge selbst wählen, allerdings sind Chinesische Philologie, Mathematik und Fremdsprachen obligatorisch. Als zu prüfende Fremdsprache kann eine der folgenden Sprachen gewählt werden: Englisch, Japanisch, Russisch, Deutsch, Französisch und Spanisch. Bei weitem die meisten Prüflinge wählen Englisch. Traditionell wählt ein Kandidat als Wahlmodul entweder drei sozialwissenschaftliche Fächer (Geschichte, Politik und Geografie) oder drei naturwissenschaftliche Fächer (Physik, Chemie und Biologie). In den Provinzen, die das reformierte Programm (chin. 新高考 xingaokao „neues Gaokao“) übernommen haben, kann man jedoch drei beliebige der sechs Fächer frei wählen oder, je nach Provinz, zuerst entweder Geschichte oder Physik und dann zwei Fächer aus den verbleibenden vier frei wählen. In einigen Provinzen, wie Zhejiang, gibt es auch zusätzliche Wahlfächer wie Technik.
Während der Prüfungszeiten werden die Städte, in denen sich die Prüfungszentren befinden, in eine Art Ausnahmezustand versetzt, um den Prüflingen absolute Ruhe für ihre Abschlussprüfung zu gewährleisten. So werden Bauarbeiten nachts eingestellt, um sicherzustellen, dass die Prüflinge ruhig schlafen können. Am Tag sind in den Städten viele Polizisten präsent, um Schüler, die im Stau stecken, zu ihren Prüfungszentren zu bringen.